# Übersetzungszentrum für die Einrichtungen der Europäischen Union
Das Übersetzungszentrum für die Einrichtungen der Europäischen Union (CdT) ist eine EU-Agentur mit Sitz in Luxemburg. Seine Hauptaufgabe besteht darin, den mehrsprachigen Kommunikationsbedarf der EU-Agenturen und anderer EU-Einrichtungen zu decken. Darüber hinaus können die EU-Organe bei vermehrtem Bedarf ihrerseits die Dienstleistungen des Zentrums in Anspruch nehmen.
Das Zentrum trägt zudem zur interinstitutionellen Zusammenarbeit zwischen den verschiedenen Übersetzungsdiensten der EU bei, mit dem Ziel, die Verwendung von EU-Terminologie zu fördern und bewährte Praktiken und Tools im sprachlichen Bereich auszutauschen.
Das Zentrum erbringt Dienstleistungen in den 24 Amtssprachen der Europäischen Union sowie in verschiedenen Nicht-EU-Sprachen in insgesamt über 700 Sprachkombinationen.

## Auftrag
Der Auftrag des Zentrums ist zweigeteilt. Zum einen besteht er darin, auf der Grundlage von Kooperationsvereinbarungen mit jedem Kunden sprachliche Dienstleistungen für die dezentralen EU-Einrichtungen (in erster Linie die EU-Agenturen) sowie bei Bedarf für die EU-Organe zu erbringen. Zum anderen trägt das Zentrum zur interinstitutionellen Zusammenarbeit zwischen den verschiedenen Übersetzungsdiensten der EU bei, mit dem Ziel, die Arbeitsmethoden zu rationalisieren und Verfahren zu harmonisieren.

## Geschichte
Nur ein Jahr nach der Gründung, im Jahre 1995, wurden die Kompetenzen des Zentrums durch die am 30. Oktober beschlossene Verordnung (EG) Nr. 2610/95 deutlich ausgeweitet, da man gemerkt hatte, dass eine weitere Verstärkung der interinstitutionellen Kooperation auf dem Gebiet der Übersetzungen notwendig war, um die getroffenen Beschlüsse und Vereinbarungen besser umsetzen zu können. Diese Ausweitung brachte eine große Veränderung der Aufgaben des Übersetzungszentrums mit sich.
Die Zuständigkeit des Zentrums wird fortschreitend ausgeweitet, um der stetig wachsenden Auftragszahl zu begegnen, die durch Erweiterungen der Europäischen Union – zuletzt 2004 die Osterweiterung, sowie 2007 die Erweiterung um Rumänien und Bulgarien – entsteht.
Die derzeitige Praxis, alle Dokumente zumindest in die wichtigsten, wenn nicht sogar alle Amtssprachen der Europäischen Union zu übersetzen, erfordert darüber hinaus eine Beschleunigung der Bearbeitungsvorgänge. Eine Änderung dieser Verfahrensweise ist erst mit einer größeren Strukturänderung innerhalb der Union zu erwarten. Diese wird frühestens zu dem Zeitpunkt, zu dem sie 27 Mitgliedstaaten zählen wird, erfolgen.
Zuletzt wurden die Aufgaben des Übersetzungszentrums am 18. Juni 2003 durch die Verordnung (EG) Nr. 1645/03 geändert.
Sitz des Übersetzungszentrums für die Einrichtungen der Europäischen Union ist, entsprechend der am 29. Oktober 1993 durch die damaligen Staats- und Regierungschefs der Mitgliedstaaten getroffenen Vereinbarungen über die Sitze der dezentralisierten Einrichtungen, die Stadt Luxemburg.

## InterActive Terminology for Europe (IATE) – Interaktive Terminologie für Europa
Im Rahmen des Projekts E-CODEX verwaltet das Zentrum im Auftrag der EU-Organe IATE, die weltweit größte Terminologie-Datenbank.

## Rechtlicher Hintergrund
Die Verordnung (EG) Nr. 2965/94 des Rates zur Errichtung des Übersetzungszentrums wurde im November 1994 vom Rat der Europäischen Union verabschiedet. Sie wurde zweimal geändert: 1995 (Verordnung (EG) Nr. 2610/95 des Rates), um den Tätigkeitsbereich des Zentrums auf diejenigen Organe und Einrichtungen zu erweitern, die bereits über einen eigenen Übersetzungsdienst verfügen, und die interinstitutionelle Zusammenarbeit im Übersetzungsbereich zu verstärken, und 2003 (Verordnung (EG) Nr. 1645/2003 des Rates), um einige Bestimmungen mit der Verordnung des Rates über die Haushaltsordnung für den Gesamthaushaltsplan der Europäischen Gemeinschaften in Einklang zu bringen.

## Führung
Das Zentrum wird von einem Verwaltungsrat geleitet, der sich aus Vertretern der Mitgliedstaaten, seiner Kunden sowie zwei Vertretern der Europäischen Kommission zusammensetzt. Den Vorsitz des Verwaltungsrats führt Rytis Martikonis, Generaldirektor der Generaldirektion Übersetzung der Europäischen Kommission.
Der gesetzliche Vertreter des Zentrums ist der Direktor Benoit Vitale, der für die laufenden Geschäfte zuständig und gegenüber dem Verwaltungsrat des Zentrums rechenschaftspflichtig ist.

## Netzwerk der EU-Agenturen
Das Übersetzungszentrum ist Mitglied des Netzwerks der EU-Agenturen. Die EU-Agenturen wurden von den Mitgliedstaaten der EU und den EU-Organen errichtet, um im Rahmen des EU-Rechts Dienstleistungen für die Wirtschaft und die Bürger zu erbringen und spezielle rechtliche, technische oder wissenschaftliche Aufgaben wahrzunehmen.